# Louis-Pierre Baltard
Louis-Pierre Baltard (París, 9 de julio de 1764 - Lyon, 22 de enero de 1846), fue un arquitecto, escritor y pintor francés, reputado arquitecto neoclásico recordado en especial por una de sus obras, el Palacio de Justicia de Lyon.

## Biografía

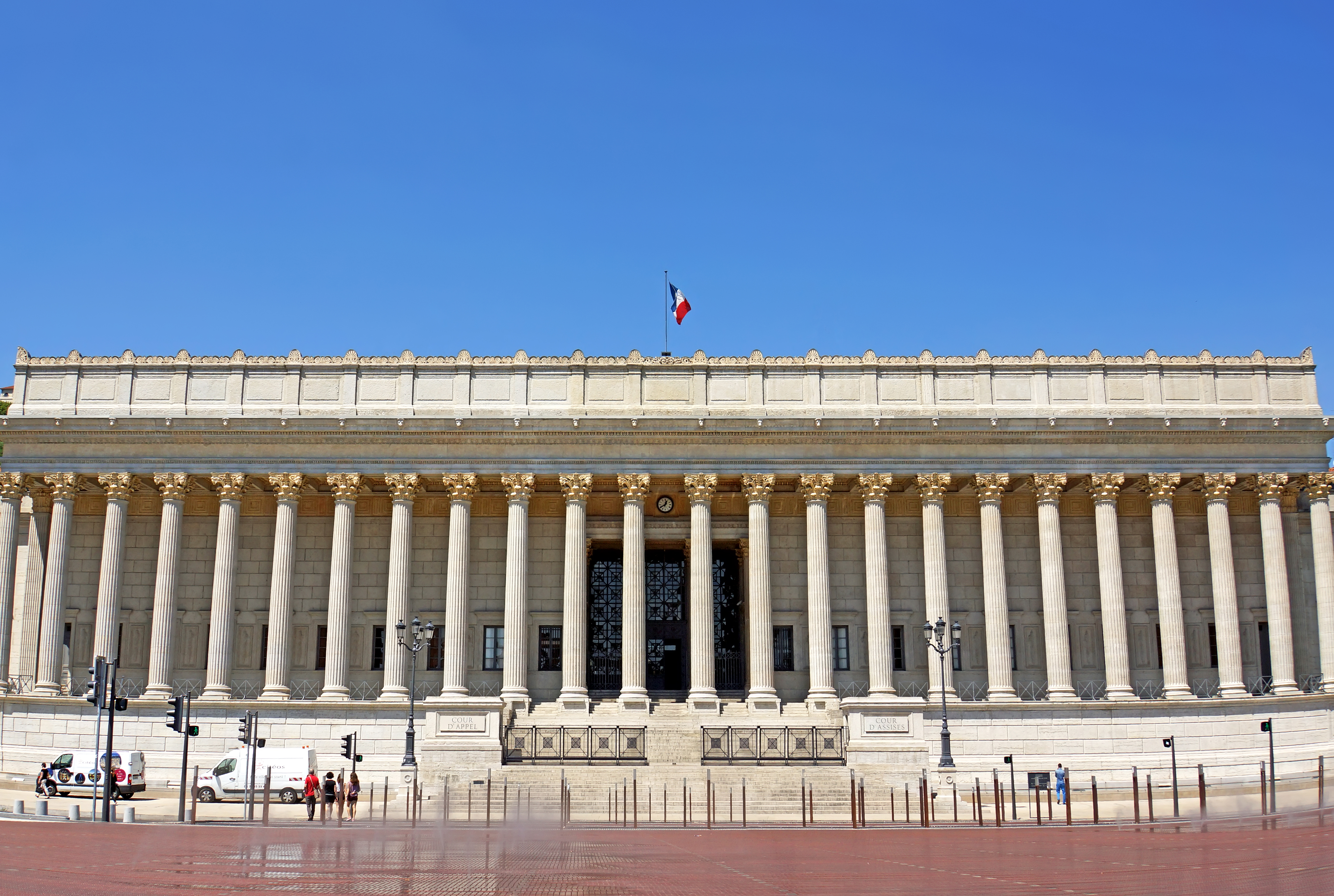
Vista de la fachada del Palacio de Justicia de Lyon (1842)

Originalmente grabador de paisajes, fue en un viaje a Italia cuando descubrió su pasión por la arquitectura. Comienza su nueva carrera apoyándose en su reputación como grabador y se convirtió en uno de los arquitectos más reputados de la generación neoclásica. Trabajó extensamente en la arquitectura de prisiones. Fue alumno de Antoine-François Peyre en la Académie royale d'architecture.
Se enroló como voluntario en algunas de las campañas de la Revolución, llegando a ser, sucesivamente, profesor de arquitectura en la École polytechnique en 1796, luego en la École des beaux-arts  en 1818, arquitecto del Panteón y de prisiones, miembro de Conseil des bâtiments civils et des travaux publics [Consejo de edificios civiles y obras públicas]. En 1801 fue uno de los fundadores de la  Société d’encouragement pour l’industrie nationale [Sociedad para el fomento de la industria nacional].
Fue el padre del arquitecto Victor Baltard. Tuvo como discípulo a Paul-Eugène Lequeux.

## Grabador
Grabó numerosas planchas, tanto a buril como Tuvo como discípulo al aguafuerte o a la aguatinta:
- Vues des monuments de Rome (1801)
- Voyage dans la Basse et Haute-Égypte pendant les campagnes du général Bonaparte par Vivant Denon (1802)
- Paris et ses monuments (1803)
- Voyage en Espagne par Alexandre de Laborde (1806)
- Colonne de la Grande Armée (1810)
- Voyage en Espagne d'Alexandre de Laborde, Voyage à Thèbes de Frédéric Cailliaud, Antiquités de la Nubie de François-Christian Gau, Grands prix d'architecture, colección continuada por su hijo.

Louis-Pierre Baltard está presente en el catálogo del  calcografía  del Museo del Louvre.

## Arquitecto
Louis-Pierre Baltard yJean-Baptiste Rondelet fueron candidatos en elconcurso para la transformación del Panteón de París en «templo de la Gloria». En 1813, a la muerte de Alexandre-Théodore Brongniart, Baltard fue postulado para completar el Palais Brongniart. No será elegido. 
- Capilla de la prisión de Sainte-Pélagie, París.
- Enfermería y capilla de la prisión de Saint-Lazare, París (1834)
- Prisión de Saint-Joseph, Lyon, barrio de Perrache (1836)
- Palacio de Justicia de Lyon (apodado «Les 24 colonnes»), Lyon, en los muelles del río Saona (1842)

## Pintura
- Projet de monument commémoratif de l’assassinat des ministres plénipotentiaires à Rastadt le 28 avril 1799, Museo de la Revolución francesa.

## Obras
- Louis-Pierre Baltard (1829). Architectonographie des prisons, ou Parallèle des divers systèmes de distribution dont les prisons sont susceptibles, selon le nombre et la nature de leur population, l'étendue et la forme des terrains. Paris. p. 35. OCLC 22295063. BnF 30050658c., disponible en Gallica.[2]

## Anexos